# Esaias Reynier Snijman
Esaias Reynier Snijman (Colesberg, 6 november 1822 – Philippolis, 14 juli 1884) ook wel E.R. Snyman, was een politicus en staatsman in de republiek Oranje Vrijstaat. Hij was lange tijd lid van de Volksraad van de Oranje Vrijstaat, en fungeerde diverse malen als voorzitter. Daarnaast was hij in 1855 lid van de Samengestelde Commissie voor het Bestuur van de Regering. In 1859 diende hij tijdelijk als waarnemend staatspresident.

## Biografie
Snijman werd geboren in de Britse Kaapkolonie. Zijn ouders waren Christoffel Gerhardus Snyman en Albertha Janse van Rensburg.
Reeds in 1854 woonde hij in de Oranjeriviersoevereiniteit toen dat gebied nog onder Britse heerschappij stond. Snijman was vertegenwoordiger van Sannah's Poort (tegenwoordig Fauresmith) bij de ondertekening van de Conventie van Bloemfontein, waarmee de Oranje Vrijstaat zijn onafhankelijkheid verkreeg.
Hij was van 1854 tot 1876 lid van de Volksraad van Oranje Vrijstaat en trad in die periode ook regelmatig op als voorzitter.
In 1855 was hij lid van de Samengestelde Commissie voor het Bestuur van de Regering toen de Volksraad staatspresident Josias Philip Hoffman naar huis stuurde na een politiek schandaal. Snijman trad ook eenmaal op als waarnemend staatspresident toen Jacobus Nicolaas Boshoff in 1959 met verlof ging en tijdens zijn verlof ontslag indiende.
Tijdens de presidentsverkiezingen van 1859 was Snijman één van de vijf kandidaten, maar verloor van Marthinus Wessel Pretorius.
Na 1876 trok Snijman zich terug uit het publieke leven. Hij stierf op 14 juli 1884.